# Neurochimie
Neurochimia este o ramură a neurologiei, ce se ocupă cu studierea naturii și funcțiilor neurotransmițătorilor și cu efectul pe care substanțele chimice îl au asupra celulelor nervoase.
Actul de naștere al acestei științe poate fi considerat lucrarea Biochemistry of the Developing Nervous System, publicată în 1954, urmată de apariția asociațiilor International Society for Neurochemistry și American Society for Neurochemistry.